# Ave verum corpus (Mozart)
Ave verum corpus ("Ave, veritable cos") (K. 618) és un motet en Re major compost per Wolfgang Amadeus Mozart el 1791. És una adaptació de l'himne llatí Ave verum corpus. El motet va ser compost per la festa del Corpus Christi i Mozart el va dedicar a Anton Stoll, un músic de Baden bei Wien. El manuscrit autògraf data del 17 de juny de 1791.

## Història
Mozart va compondre el motet el 1791 mentre componia la seva òpera La flauta màgica (Die Zauberflöte). El va escriure mentre visitava la seva muller Constanze, qui estava embarassada del seu sisè fill (Franz Xaver), i restava en el balneari de Baden bei Wien. Mozart va agafar com a referència l'himne eucarístic del segle xiv en llatí, Ave verum corpus. Va escriure el motet per Anton Stoll, un amic del seu i de Joseph Haydn. Stoll era el director musical de la parroquial de St. Stephan a Baden bei Wien. Té només quaranta-sis compassos i és per a cor de SATB, instruments de corda i orgue. El manuscrit de Mozart conté indicacions mínimes, amb únic sotto voce al començament.
El motet va ser compost menys de sis mesos abans de la mort de Mozart. Prefigur detalls presents en el Rèquiem, com gestos declamatoris, textures, i la integració d'elements estilístics anteriors i posteriors. Mentre el Rèquiem és una composició dramàtica, el motet expressa els pensaments eucarístics amb un mitjà més senzill, més propi d'un cor d'església d'una ciutat petita.
Franz Liszt cita el motet de Mozart en la seva perça per a piano, Evocation à la Chapelle Sixtine. Piotr Ilitx Txaikovski incorpora una orquestració de la transcripció de Liszt en la seva quarta suite orquestral, Mozartiana, Op. 61.

## Melodia
| Ave verum corpus                                  |
|                                                   |
| Performed by the Senftenberg Orchestra and Chorus |
|                                                   |

El començament de la melodia és de la manera següent: